# Macondo
Macondo – fikcyjna wioska stworzona przez kolumbijskiego pisarza Gabriela Márqueza na potrzeby jego utworów.

## Opis
Macondo po raz pierwszy pojawia się w opublikowanym w 1954 opowiadaniu Dzień po sobocie (Un día después del sábado). W nim rozgrywa się akcja Stu lat samotności, najgłośniejszego utworu Kolumbijczyka. Trzy pierwsze rozdziały powieści zawierają historię exodusu grupy rodzin (w tym familii Buendía) i założenia wioski, począwszy od rozdziału 4 aż do 16 czytelnik poznaje rozwój ekonomiczny, polityczny i społeczny Macondo, a końcowe cztery opisują jej upadek. W Macondo dochodzi do rzeczy niezwykłych - narracja przedstawia zdarzenia fantastyczne umieszczone w rzeczywistości dnia codziennego, co dla bohaterów nie jest niczym niezwykłym. Często mamy również do czynienia z przerysowaniem otaczającego ich świata.
Macondo jest wzorowane na rodzinnej miejscowości Márqueza, Aracatace położonej na karaibskim wybrzeżu Kolumbii.

## Nawiązania
- W serialu U Pana Boga w ogródku w pobliżu Królowego Mostu znajdowała się nawiązująca nazwą do wioski Macondo miejscowość Macondo Podlaskie[1].